# NGC 3238
NGC 3238 (другие обозначения — UGC 5649, MCG 10-15-80, ZWG 290.41, PGC 30686) — линзообразная галактика в созвездии Большой Медведицы. Открыта Уильямом Гершелем в 1793 году. Классифицируется по морфологическому типу как SA00(r) (линзообразная галактика без перемычки со внутренним кольцом).
Этот объект входит в число перечисленных в оригинальной редакции «Нового общего каталога».
На фотографиях NGC 3238 видна как линзовидная галактика с более ярким ядром и обширной внешней оболочкой. На угловом расстоянии 5,5′ к северо-западу от неё находится слабая галактика MCG+10-15-79. При визуальном наблюдении в телескоп среднего диаметра NGC 3238 умеренно тусклая и практически круглая, со звездообразным ядром, окружённым слабой внешней оболочкой, которая довольно хорошо очерчена. Радиальная скорость: 7436 км/с. Расстояние: 332 млн световых лет. Диаметр: 135 тыс. световых лет.